# Yes (Pet Shop Boys)
Yes è il decimo album in studio del gruppo musicale britannico Pet Shop Boys, pubblicato il 23 marzo 2009 dalla Parlophone.
L'album fu candidato ai Grammy Award come miglior album dance/elettronico, mentre la copertina fu candidata ai BRIT Insurance Design Awards nella categoria "Grafica".

## Descrizione
L'album si differenzia fra tutti i lavori dei Pet Shop Boys per le sonorità fortemente pop, grazie anche al coinvolgimento in fase di produzione di Brian Higgins e degli Xenomania. La sua forte impronta pop e commerciale portò l'album a raccogliere un gran successo nelle classifiche musicali tanto che ancor prima della sua pubblicazione lo stesso Neil Tennant dichiarò che «Yes è il nostro album più commerciale in 16 anni» (chiaro riferimento al loro album del 1993 Very).
Yes divenne un ennesimo successo planetario per i Pet Shop Boys (da sottolineare il fortissimo successo che l'album ha riscosso in Europa e negli Stati Uniti d'America, dove si piazzò alla posizione 32 della classifica nazionale degli album, e pertanto raggiungendo la più alta posizione in classifica dopo l'album Very del 1993).

## Promozione
Mesi prima della sua pubblicazione, i Pet Shop Boys annunciarono nel loro sito web che il singolo Love Etc. avrebbe anticipato l'uscita dell'album. Il 16 marzo 2009 Love Etc. viene pubblicato ed ottiene un discreto successo nel Regno Unito (14ª posizione nella classifica dei singoli) e un enorme successo negli Stati Uniti (centrando la posizione numero 1 nella Billboard Hot Dance Club Play).
Il 1º giugno 2009 viene invece estratto il secondo singolo, Did You See Me Coming? che in madrepatria si piazza in posizione 21, ma che negli Stati Uniti conquista la posizione numero 1 nella Hot Dance Club Play di Billboard, rendendo Did You See Me Coming? la decima canzone dei Pet Shop Boys a conquistare la cima della suddetta classifica (attribuendo così ai Pet Shop Boys due primati:il titolo di "primo ed unico gruppo con più successi numeri 1" e il primato di essere il "primo gruppo ad aver raggiunto quota 10 successi numeri 1"). Il duo fece intendere che Did You See Me Coming? sarebbe stato il secondo singolo diverse settimane prima, quando incluse il brano nella speciale raccolta di alcuni loro singoli (uscita assieme al giornale inglese Mail on Sunday) intitolata Story: 25 Years of Hits.
Il 2 ottobre viene invece pubblicato come singolo, ma solo per il mercato tedesco, Beautiful People.

## Accoglienza
Yes fu un vero e proprio successo, sia in termini di classifica che di promozione. Negli Stati Uniti d'America il disco riscosse un grande successo, permettendo ai Pet Shop Boys di ritornare nelle classifiche dance dopo un lungo periodo di assenza. Forte di questo successo, il quotidiano statunitense USA Today dedicò un intero articolo intitolato "Pet Shop Boys 'Yes' just affirms their greatness" (tradotto in italiano, "Pet Shop Boys 'Yes' afferma ancora una volta la loro grandezza"). Secondo la BBC, Yes è alla prima posizione nella classifica dei migliori album pop del 2009.
Nel Regno Unito, l'album ha venduto 27 639 copie nella prima settimana di vendite, permettendo un possibile debutto in vetta nella Official Albums Chart. Tuttavia, in seguito ad un errore di gestione vendite da parte della Parlophone, il conteggio di 2 557 copie vendute tre giorni prima della pubblicazione attraverso iTunes venne dato come nullo e pertanto Yes ha debuttato in quarta posizione.

## Tracce
Testi e musiche di Neil Tennant e Chris Lowe, eccetto dove indicato.
1. Love Etc. – 3:32 (Neil Tennant, Chris Lowe, Brian Higgins, Miranda Cooper, Tim Powell, Owen Parker)
2. All Over the World – 3:51
3. Beautiful People – 3:42
4. Did You See Me Coming? – 3:41
5. Vulnerable – 4:47
6. More Than a Dream – 4:57 (Neil Tennant, Chris Lowe, Miranda Cooper, Brian Higgins, Jason Resch, Kieran Jones)
7. Building a Wall – 3:50
8. King of Rome – 5:31
9. Pandemonium – 3:43
10. The Way It Used to Be – 4:44 (Neil Tennant, Chris Lowe, Miranda Cooper, Brian Higgins, Nick Coler)
11. Legacy – 6:21

Yes Etc. – CD bonus nell'edizione speciale
1. This Used to Be the Future – 5:14
2. More Than a Dream (Magical Dub) – 6:10 (Neil Tennant, Chris Lowe, Miranda Cooper, Brian Higgins, Jason Resch, Kieran Jones)
3. Pandemonium (The Stars and the Sun Dub) – 5:50
4. The Way It Used to Be (Left of Love Dub) – 5:16 (Neil Tennant, Chris Lowe, Miranda Cooper, Brian Higgins, Nick Coler)
5. All Over the World (This Is a Dub) – 5:21
6. Vulnerable (Public Eye Dub) – 5:17
7. Love Etc. (Beautiful Dub) – 6:24 (Neil Tennant, Chris Lowe, Brian Higgins, Miranda Cooper, Tim Powell, Owen Parker)

Contenuto bonus nella riedizione del 2017
- CD 2 – Further Listening 2008–2010 Volume 1

1. Gin and Jag – 4:30
2. This Used to Be the Future (with Phil Oakey) – 5:13
3. We're All Criminals Now – 3:55
4. Gin and Jag (Frisky Mix) – 7:12
5. Beautiful People (Demo) – 3:21
6. My Girl – 3:41
7. The Loving Kind (Monitor Mix) – 3:22
8. Love Etc (PSB Mix) – 6:17
9. Did You See Me Coming? (PSB Possibly More Mix) – 8:48
10. The Former Enfant Terrible (PSB Bring It On Mix) – 7:24
11. Up and Down – 3:45
12. Brits Medley – 9:35

- CD 3 – Further Listening 2008–2010 Volume 2

1. I Cried for Us – 3:47
2. It Doesn't Often Snow at Christmas (New Version) – 3:50
3. All Over the World (New Version) – 3:48
4. Viva la vida/Domino Dancing (Christmas EP Mix) – 5:32
5. My Girl (Our House Mix) – 5:48
6. Leaving (Demo) – 4:15
7. Together – 3:29
8. Glad All Over (From "Together" CD Single) – 3:25
9. The Dumpling Song (Demo from My Dad's a Birdman) – 1:48
10. Wings and Faith (Demo from My Dad's a Birdman) – 2:09
11. Night Song (Fan Club Download 2010) – 3:27

## Formazione
Gruppo
- Neil Tennant – voce, tastiera e programmazione (tracce 3-5, 7-11)
- Chris Lowe – tastiera, programmazione

Altri musicisti
- Tim Powell – tastiera e programmazione, cori (tracce 3 e 6)
- Fred Falke – tastiera e programmazione (tracce 1 e 5)
- Matt Gray – tastiera e programmazione (tracce 1-3, 6-8, 10 e 11)
- Brian Higgins – tastiera e programmazione (tracce 1, 2, 4 e 5), cori (traccia 6)
- Owen Parker – tastiera e programmazione (tracce 1-3), chitarra (tracce 1, 3, 4, 9 e 10), cori (traccia 3)
- Sacha Collinson – tastiera e programmazione (tracce 1 e 6), chitarra (tracce 6 e 10)
- Xenomania – cori (tracce 1 e 9)
- Andy Brown – arrangiamento e conduzione ottoni (traccia 2), conduzione orchestra (tracce 3 e 11)
- London Metropolitan Orchestra – ottoni (traccia 2), orchestra (tracce 3 e 11)
- Pete Gleadall – tastiera e programmazione (tracce 3-5, 7-9, 11)
- Kieran Jones – tastiera e programmazione (tracce 3, 6-8, 10 e 11), chitarra (tracce 3 e 6)
- Nick Coler – tastiera e programmazione (tracce 3-5, 7, 9-11), chitarra (tracce 3, 4 e 10)
- Jason Resch – tastiera e programmazione (tracce 3, 6-8, 10 e 11), chitarra (tracce 3, 6-10)
- Johnny Marr – chitarra (tracce 3, 4, 7 e 9), armonica (tracce 3 e 9)
- Carla Marie Williams – cori (traccia 3), voce (traccia 10)
- Jessie Malakouti – cori (traccia 3)
- Alex Gardner – cori (tracce 3 e 6)
- Owen Pallett – arrangiamenti orchestrali (tracce 3 e 11)
- Cathy Thompson – primo violino (tracce 3 e 11)
- Miranda Cooper – cori (traccia 6)
- Mike Kearsey – ottoni (tracce 8 e 9)
- Steve Hamilton – ottoni (tracce 8 e 9)
- Mark Parnell – batteria (traccia 9)
- Toby Scott – tastiera e programmazione (traccia 10)

Produzione
- Brian Higgins – produzione
- Xenomania – produzione
- Jeremy Wheatley – missaggio
- Dick Beetham – mastering
- Andy Dudman – registrazione ottoni (tracce 2, 3 e 11)

## Classifiche

### Classifiche settimanali
| Classifica (2009)        | Posizione massima |
| ------------------------ | ----------------- |
| Australia                | 32                |
| Argentina                | 6                 |
| Austria                  | 5                 |
| Belgio (Fiandre)         | 69                |
| Belgio (Vallonia)        | 49                |
| Brasile                  | 11                |
| Croazia                  | 16                |
| Danimarca                | 9                 |
| Finlandia                | 28                |
| Francia                  | 64                |
| Germania                 | 3                 |
| Giappone                 | 32                |
| Grecia                   | 3                 |
| Irlanda                  | 34                |
| Italia                   | 40                |
| Messico                  | 40                |
| Norvegia                 | 16                |
| Paesi Bassi              | 34                |
| Regno Unito              | 4                 |
| Repubblica Ceca          | 6                 |
| Spagna                   | 10                |
| Stati Uniti              | 32                |
| Stati Uniti (dance)      | 3                 |
| Stati Uniti (tastemaker) | 6                 |
| Svezia                   | 12                |
| Svizzera                 | 7                 |
| Ungheria                 | 24                |

### Classifica di fine anno
| Classifica (2009)   | Posizione |
| ------------------- | --------- |
| Germania            | 65        |
| Stati Uniti (dance) | 21        |